# Paracladura nipponensis
Paracladura nipponensis är en tvåvingeart som beskrevs av Alexander 1924. Paracladura nipponensis ingår i släktet Paracladura och familjen vintermyggor. Inga underarter finns listade i Catalogue of Life.